# Citadelle gallo-romaine de Vésone
Pour un article plus général, voir Enceinte urbaine en Gaule romaine.
La citadelle gallo-romaine de Vésone était une citadelle dont l'enceinte fut construite vers 284 apr. J.-C. par les habitants de Vesunna, site antique de la ville actuelle de Périgueux.
Plusieurs de ses vestiges sont classés au titre des monuments historiques.

## Histoire

### Antiquité

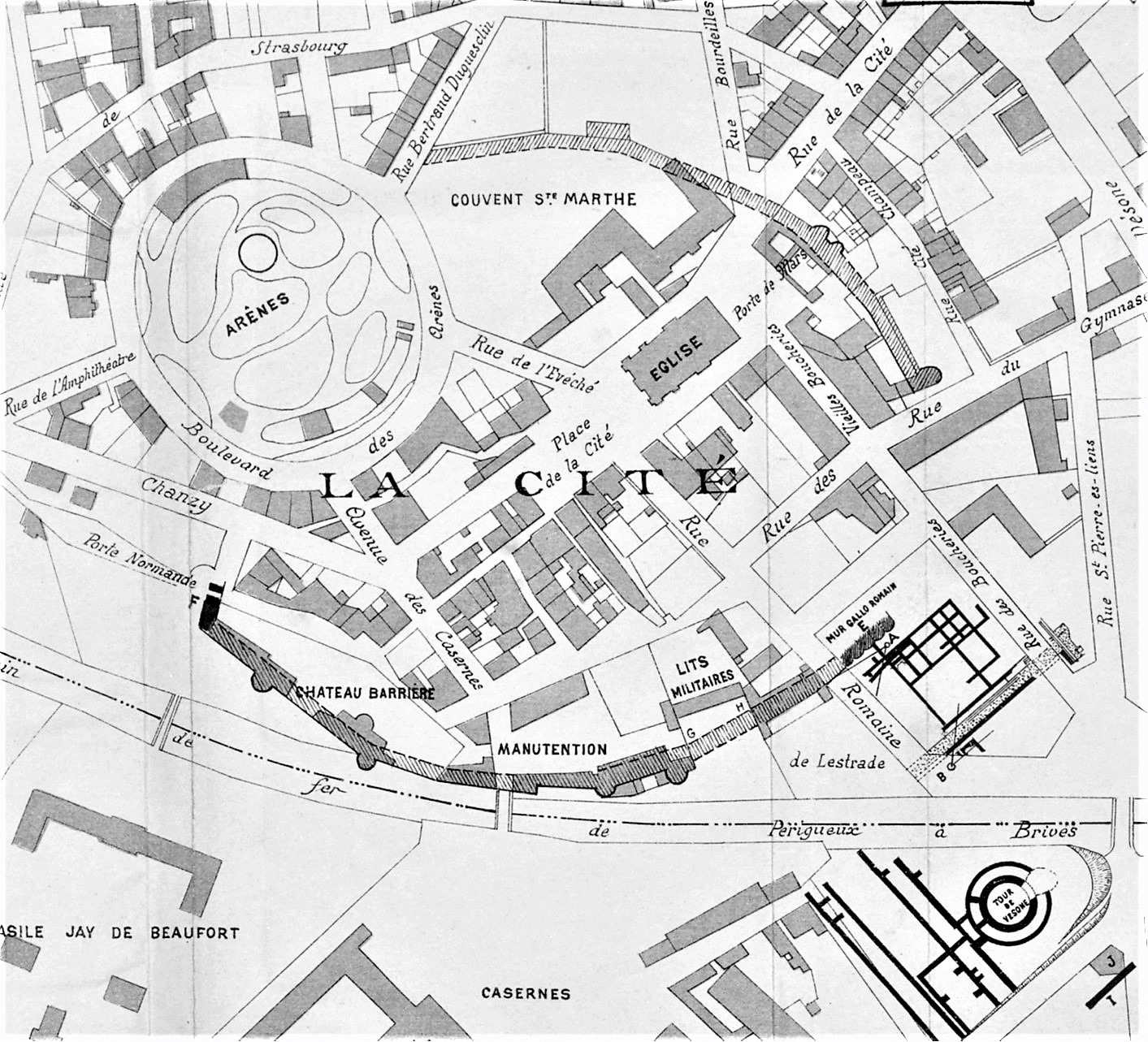
Plan des vestiges de Vésone dans le tracé de la ville de Périgueux, en 1906.

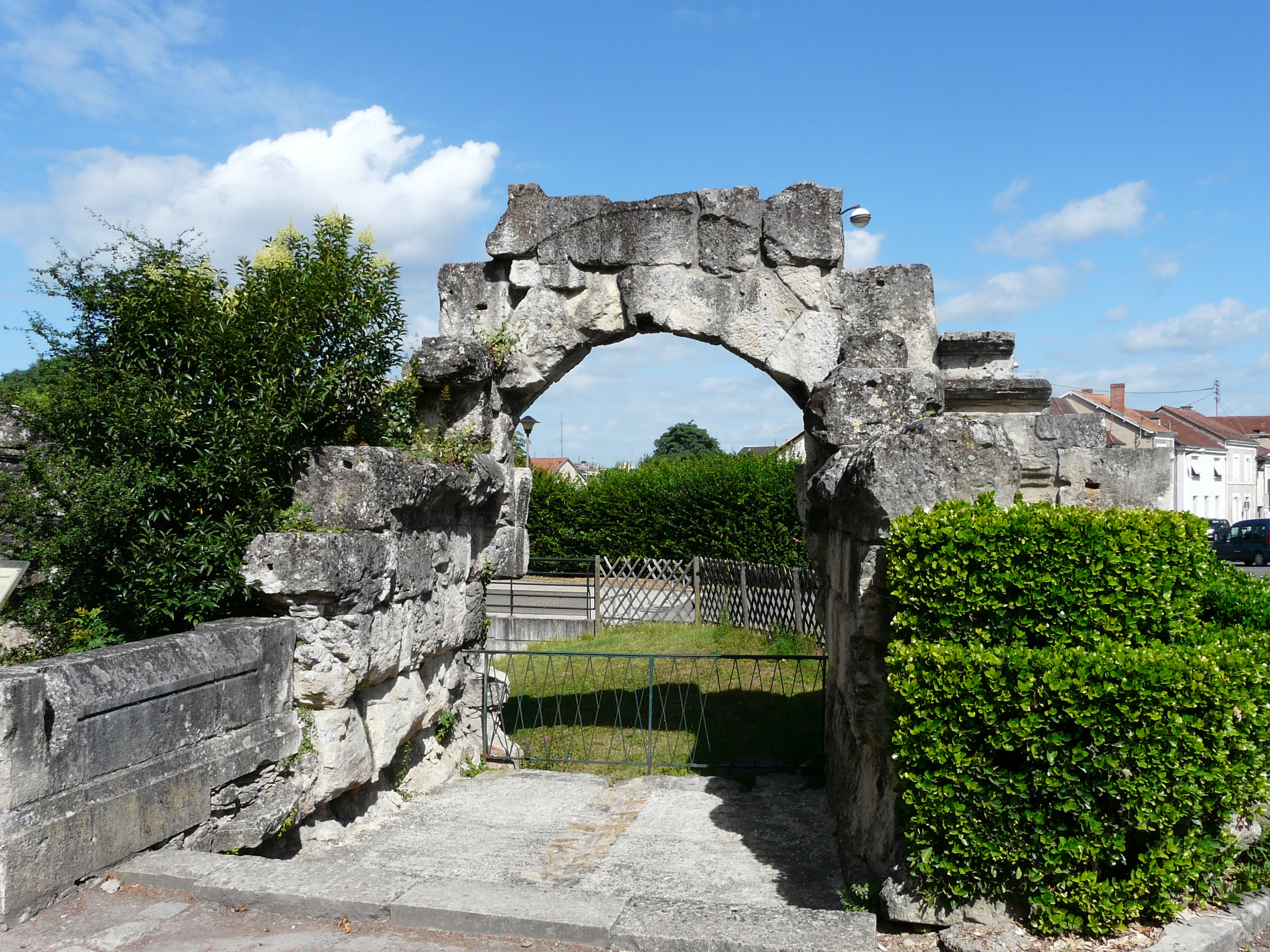
Les vestiges de la porte Normande, une des trois portes de l'enceinte de Vésone.

Les troubles dans l'empire romain entre les prétendants au titre d'« Auguste » et les attaques sur les frontières ont affaibli la défense de la frontière du Rhin. Aurélien a conduit l'armée romaine combattre contre les Perses après avoir battu Tetricus en 273, mais il est assassiné en septembre 275. Marcus Claudius Tacite est alors désigné empereur par le Sénat mais il meurt en 276. Son frère ou demi-frère Florien qui combat les Goths en Pannonie est alors proclamé empereur, mais il se heurte à l'opposition de Probus et est tué en septembre 276. Probus devient empereur par acclamation de ses troupes en juin 276. À partir de 274-275, des  bandes de Francs et d'Alamans ont profité de cet affaiblissement des défenses le long du Rhin pour faire des incursions en Gaule. Aucune région n'est épargnée, pillant 70 villes et les campagnes. Seules des villes fortifiées comme Toulouse, Cologne ou Trèves ont été épargnées. Après sa victoire contre les Perses, Probus est revenu en Occident et a entrepris plusieurs campagnes le long du Rhin contre les Marcomans, les Burgondes les Vandales Sillings, les Alamans et les Francs proches de Cologne et de Trèves avant d'être lui-même assassiné en octobre 282. 
Le rattachement de la construction de l'enceinte gallo-romaine à ces incursions a été confirmé par l'absence dans le sol et dans l'enceinte de toute monnaie et inscription postérieure à 273.
À la fin du IIIe siècle, à la suite de l'invasion attribuée aux Alamans, la cité romaine se rétrécit sur cinq hectares et demi, en se retirant sur un petit plateau derrière des remparts,. Intégrant la moitié nord-ouest de l'amphithéâtre de Vesunna, ces murailles sont construites vers 284 apr. J.-C. par remploi d'éléments des monuments de la ville (des vestiges subsistent de ces remparts) et cette troisième cité prend le nom de Civitas Petrucoriorum (« cité des Pétrocores »), lieu qui va devenir « la Cité » à la fin de l'Antiquité,. Cette restructuration de la cité antique s'explique principalement par le manque d'entretien du patrimoine, l'effervescence de l'évergétisme et l'intendance plus indulgente de la fiscalité locale. Cette enceinte compte à l'époque vingt-quatre tours de 8 m de diamètre, vingt-trois courtines et trois portes,,, le long d'un rempart mesurant 950 m, sur 5 à 6 m de largeur et 9 m de hauteur. Toutefois, malgré ce réflexe de peur appuyé par l'instabilité politique de l'Empire et la crise économique, la capitale des Pétrocores gère toujours son territoire.
Parmi les trois portes, la porte dite de Mars, édifiée entre la fin du IIIe siècle et le début du IVe siècle, reste l'entrée principale et monumentale de la cité la mieux conservée. Aujourd'hui située dans un jardin privé du quartier de la Cité, elle est découverte en 1858 par le célèbre archéologue Arcisse de Caumont. D'après Hervé Gaillard, le responsable scientifique des fouilles effectuées entre 2005 et 2009 ainsi qu'en 2011 autour de la porte, celle-ci est composée de « deux tours semi-circulaires, ornées de pilastres coiffés d'un grand entablement adapté du style toscan ». Seule une partie de la porte de Mars est encore debout, soit environ 9 m, dont 4 m enfouis sous-terre. La propriété où elle se trouve est mise en vente et la mairie l'acquiert en septembre 2024.

### Moyen Âge
D'après les fouilles archéologiques effectuées au château Barrière en 2008 et 2013, les vestiges des remparts sont retaillés au Moyen Âge. La tour semi-circulaire romane du château est construite entre la seconde moitié du XIIe siècle et le tout début du XIIIe siècle. Peu confortable, elle présente davantage un aspect symbolique que défensif.
La façade méridionale du Centre national de la Préhistoire (CNP) repose sur les vestiges de l'enceinte. Atteignant en épaisseur 5 à 6 m en moyenne, les fondements des remparts peuvent atteindre jusqu'à 9,40 m de hauteur, sous les élévations successives réalisées à partir du XIe siècle.

## Protection
Les vestiges de la citadelle gallo-romaine de Vésone ont été classés au titre des monuments historiques à cinq reprises depuis 1886.
| Monument | Adresse                                                         | Coordonnées                      | Notice         | Protection | Date            | Illustration |
| --- | --------------------------------------------------------------- | -------------------------------- | -------------- | ---------- | --------------- | --- |
| Porte romaine dite porte Normande                                                                                              | rue de Turenne                                                  | 45° 10′ 56″ nord, 0° 42′ 44″ est | « PA00082727 » | Classement | 12 juillet 1886 | Porte romaine dite porte Normande                                                                                              |
| Fragments romains | rue de Turenne                                                  | 45° 10′ 54″ nord, 0° 42′ 43″ est | « PA00082727 » | Classement | 1889            | Fragments romains |
| Restes des remparts sis dans les propriétés de la congrégation Sainte-Marthe, de deux particuliers et de la ville de Périgueux | rue de la Cité, rue Émile-Combes, rue Romaine et rue de Turenne | à géolocaliser                   | « PA00082727 » | Classement | 7 janvier 1942  | Restes des remparts sis dans les propriétés de la congrégation Sainte-Marthe, de deux particuliers et de la ville de Périgueux |
| Partie de l'enceinte gallo-romaine appartenant au Centre national de la préhistoire, dépendant du ministère de la Culture      | rue du 26e R.I.                                                 | 45° 10′ 51″ nord, 0° 42′ 47″ est | « PA00082727 » | Classement | 13 octobre 1942 | Partie de l'enceinte gallo-romaine appartenant au Centre national de la préhistoire, dépendant du ministère de la Culture      |
| Partie de l'enceinte gallo-romaine située dans une propriété privée, l'hôtel de Lestrade                                       | 5 rue Romaine                                                   | 45° 10′ 50″ nord, 0° 42′ 51″ est | « PA00082727 » | Classement | 13 octobre 1942 | Partie de l'enceinte gallo-romaine située dans une propriété privée, l'hôtel de Lestrade                                       |